# Codice di procedura civile
Il codice di procedura civile è un corpo organico di norme strumentali a quelle di diritto civile.
Con l'aggettivo strumentale è da intendersi quella norma che è posta dall'ordinamento a garanzia, attraverso particolari meccanismi (detti processi), della norma sostanziale. Il processo civile, in particolare, è disciplinato dal codice di procedura civile, così anche da leggi speciali. Ha la funzione di tutelare il diritto di azione secondo il quale tutti possono agire in giudizio per la tutela dei propri diritti e interessi legittimi.